# Crown of Creation (hudební skupina)
Crown of Creation je německá synthpopová formace z města Hannover. Vytvořila si vlastní hudební styl: pop music se silným vlivem trance.

## Historie
Skupina Crown of Creation byla založena v roce 1985. Podle jména skupiny je pojmenováno album „Crown of Creation“, jehož kmotrem se stal Jefferson Airplane.
Činnost kapely začala ve Großmoor (obec Adelheidsdorf), v roce 1987 se kapela přestěhovala do Hannoveru. Po četných změnách a mnoha nahrávkách skupina odešla v roce 1993 s Nicole Sukar do studia Ricka J. Jordana (skupina Scooter) a byla podporována hudebním producentem Hermanem Frankem (Accept). Debutové album – Real Life. V návaznosti na jeho zveřejnění (1994) se stal kytaristou kapely Olaf Oppermann.
V letech 1994 a 1995, byla kapela na turné ve francouzském departementu Seine-et-Marne poblíž Paříže. V roce 1998 došlo k rozpuštění skupiny. Po 11 letech nečinnosti se skupina Crown of Creation dala v roce 2009 znovu dohromady, v posledním obsazení s novou zpěvačkou Anne Crönert.
V roce 2010 bylo vydáno maxi CD „Darkness in your Life“ ve spolupráci s Dance Factory z Lachendorfu, který vytvořil video produkci. Od května 2010 byly v průběhu několika týdnů představeny příběhy Crown of Creation „Wathlinger Bote“ nebo „Wathlinger Echo“ a novinky z posledních 25 let, a to rok po roce.
Na Vánoce 2010 dostal Hannover od domácí skupiny píseň „At Christmas Time“.
Děti ze sboru při ZŠ Adelheidsdorf byly s kapelou v srpnu 2011 ve studiu v Hannoveru, kde nazpívaly chór „Child’s Eyes“ v německém jazyce. V roce 2012 vydala Crown of Creation v rámci charity kompilaci „Made in Ce(lle)“ ve prospěch Hospice dětské práce a dokonce se podílela na její výrobě a uvádění na trh.
V roce 2013 vychází maxi CD „With the Rhythm in my Mind“. Při této příležitosti vznikl videoklip hlavního titulu „Child’s Eyes“.

## Nynější členové
- Matze / Matthias Blazek (syntezátor)
- Thomas / Thomas Czacharowski (syntezátor)

## Bývalí členové
- Michaela Rutsch (zpěv – 1986)
- Bobby / Anja Wieneke (zpěv – na 1987)
- Sabine Mertens (zpěv 1987–1988 a 1990)
- Mussi / Mustafa Akkuzu (kytara 1987–1988)
- Frank Pokrandt (zpěv 1988)
- Claudia Rohde (zpěv 1988–1989)
- Andreas Harms (kytara 1988–1989)
- Thomas Richter (basa 1988–1989)
- Dirk Schmalz (kytara 1989)
- Angela Thies (zpěv 1990)
- Martin Zwiener (syntezátor 1992)
- Nicole Sukar (zpěv 1992–1994)
- Nicole Knauer (zpěv 1993–1998)
- Oppi / Olaf Oppermann (kytara 1994–2010)
- Anne / Anne Crönert (zpěv 2009–2013)
- Adrian / Adrian Lesch (syntezátor 1994–2015)

## Diskografie
- 1994 – Real Life (ContraPunkt)
- 1998 – Crown of Creation meets Friends (vlastní distribuce)
- 2001 – Paulinchen (s Memory)
- 2003 – Berenstark 10 (s When Time is lost)
- 2004 – Berenstark 11 (s Friends)
- 2010 – Abstürzende Brieftauben – TANZEN (s When Time is lost)
- 2010 – EP albem Darkness in your Life
- 2011 – W.I.R. präsentiert: Celle's Greatest (s Regrets)
- 2012 – Celle's Integrationsprojekt präsentiert: Made in Ce (s Run away a Vampires in the Moonlight)
- 2013 – Maxi CD With the Rhythm in my Mind
- 2015 – Best of Crown of Creation – 30 Jahre Bandgeschichte 1985–2015
- 2019 – Maxi CD Tebe pojem
- 2024 – Maxi CD Everlasting Love